# 5274 Деґевій
5274 Деґевій (5274 Degewij) — астероїд головного поясу, відкритий 14 вересня 1985 року.
Тіссеранів параметр щодо Юпітера — 3,337.